# Otovice u Broumova
Otovice (deutsch: Ottendorf) ist eine Gemeinde in Tschechien. Sie liegt vier Kilometer südöstlich von Broumov an der Grenze zu Polen und gehört dem Okres Náchod an.

## Geographie
Das Waldhufendorf erstreckt sich über vier Kilometer im breiten Tal beiderseits des Flusses Steine. Nördlich erhebt sich der Černý vrch (Schwarzberg, 437 m) und im Osten der Otovický vrch (424 m), über den die Grenze verläuft. Bereits auf polnischem Territorium liegt die Przepiórka (490 m) im Südosten. Otovice war der Endpunkt der Eisenbahnstrecke von Meziměstí und besaß mit Otovice und der Endstation Otovice zastávka zwei Bahnstationen. Auf dem Streckenabschnitt zwischen Broumov und Otovice wurde der Verkehr jedoch im Jahre 2005 eingestellt. Nach Tłumaczów im Polen besteht eine Straßenverbindung. Östlich von Otovice liegt ein Sportflugplatz.
Nachbarorte sind Rožmitál im Norden, Šonov, Vápenka und Tłumaczówek im Nordosten, Tłumaczów im Osten, Gajów im Südosten, Božanov und Martínkovice im Süden, Křinice im Westen sowie Broumov-Kolonie 5. května und Broumov-Nové Město im Nordwesten.

## Geschichte

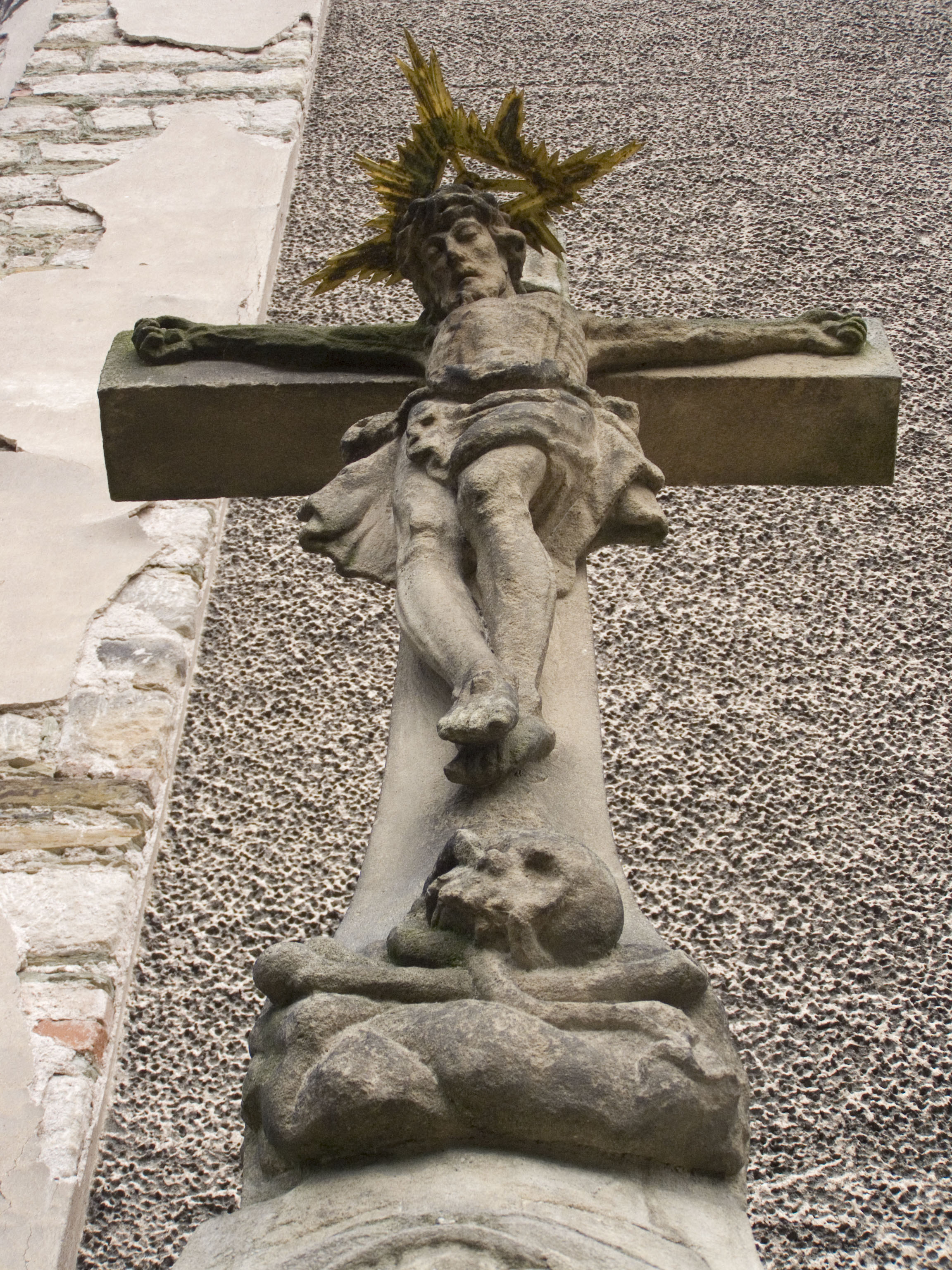
Kreuz an der Kirche

Im Zuge der Urbarmachung des Gebietes durch das Kloster Břevnov wurde der Ort um 1253 durch deutsche Kolonisten entlang der Steine angelegt. Bereits zuvor bestand auf dem Hügel Hoprich über der Einmündung des Martínkovský potok in die Steine eine slawische Burgstätte.
Die erste urkundliche Erwähnung des nach seinem Lokator Otto benannten Dorfes erfolgte im Jahre 1300. Ottendorf war eines der zum Stift Broumov gehörigen Dörfer.
1724 entstand die Kirche, die eine Filiale von Märzdorf war. 1789 nahm die Dorfschule den Unterricht auf. Nach der Aufhebung der Patrimonialherrschaften bildete Ottendorf mit dem Weiler Lederhose ab 1850 eine Gemeinde im Gerichtsbezirk Braunau bzw. im späteren Bezirk Braunau. 1885 lebten in der Gemeinde 1.155 Menschen. Mit der Verlängerung der Eisenbahn zwischen Halbstadt und Braunau bis ins schlesische Mittelsteine erhielt Ottendorf am 5. April 1889 einen Eisenbahnanschluss. Die Bewohner von Ottendorf lebten von der Landwirtschaft. In Lederhose wurde ein Kalkbruch betrieben. Ansonsten bestand noch eine Ziegelei. Nach dem Münchner Abkommen 1938 wurde Ottendorf, das überwiegend deutsch besiedelt war, dem Deutschen Reich zugeschlagen und gehörte bis 1945 zum Landkreis Braunau. In den Jahren 1945 und 1946 erfolgte die Vertreibung der deutschen Bewohner. Im Jahre 1945 wurde die Eisenbahnverbindung in polnische Tłumaczów (Tuntschendorf) eingestellt, so dass die Züge in Otovice zastávka endeten.  Im Zuge der Auflösung des Okres Broumov wurde Otovice 1961 dem Okres Náchod zugeordnet. Am 18. Juni 1979 überflutete ein Hochwasser der Steine das Dorf. Am 7. Juli 1997 war das Dorf erneut von einem schweren Hochwasser betroffen. Die České dráhy stellte am 11. Dezember 2005 den Zugverkehr auf dem Streckenabschnitt zwischen Broumov und Otovice ein.

## Gemeindegliederung
Für die Gemeinde Otovice sind keine Ortsteile ausgewiesen. Zu Otovice gehören die Ansiedlungen V Nohavicích (Lederhose) und Vápenka.

## Sehenswürdigkeiten
- Kirche St. Barbara, erbaut 1724–1725 nach Plänen von Kilian Ignaz Dientzenhofer anstelle eines protestantischen Holzkirchleins
- Ehemaliges Schulhaus, pseudobarocker Bau von 1872 bis 1873, heute Gemeindeamt
- Barocke Mühle an der Steine, erbaut 1772

## Söhne und Töchter der Gemeinde
- Franz Weisser (1885–1969), tschechoslowakischer Abgeordneter der deutschen Minderheit
- Dominik Prokop (1890–1970), Abt der Stifte Břevnov und Broumov sowie Rohr
- Hugo Scholz (1896–1987), Dichter